# Železný vrch (Krkonoše)
Der Železný vrch (deutsch Eisenberg) ist ein Berg am westlichen Ende des östlichen Böhmischen Kamms des Riesengebirges.

## Lage
Der Eisenberg liegt 2 km nordöstlich von Spindlermühle (Špindlerův Mlýn) und bildet den westlichen Abschluss des Ziegenrückens (Kozí hřbety).
Unter dem Nordhang befindet sich das Tal der Bílé Labe (Weiße Elbe), unter dem Südhang das Tal des Svatopetrský potok (auch Dolský potok; deutsch Großgrundwasser, Grundwasser oder Klaussenwasser), das als Dlouhý důl (Langer Grund) bezeichnet wird.

### Nahegelegene Gipfel
| Festungshübel | Čihadlo             | Smogornia   |
| Medvědín      | Kompass             | Kozí hřbety |
| Mechovinec    | Kohlova houština 1) | Stoh        |

1) Markanter, aber vergleichsweise niedriger Gipfel (876 m) am Eingang des „Langen Grunds“, dem Tal des „Svatopetrský potok“ bei Svatý Petr. Der Hügel, der den deutschen Namen Kohlbusch trug, wird gern zum Rodeln benutzt.

## Hydrologie
Die Hänge des Eisenbergs und Ziegenrückens werden von vielen parallel verlaufenden Bächen entwässert. Im Norden fließen sie in die Bílé Labe, im Süden in den Svatopetrský potok, die beide Zuflüsse der Elbe sind.

## Flora und Fauna
Der Grat ist von Latschen bedeckt, zwischen denen kleinere Felsen herausragen und vor allem an den südlichen Hängen gibt es ausgedehnte Felsenmeere, die vom Krummholz durchbrochen werden. Die tieferen Lagen sind von Fichtenwald bedeckt, der stellenweise von Lichtungen aufgelockert wird.
Aufgrund der großen Steilheit des Geländes, ist hier für wenige größere Tiere ein geeigneter Lebensraum und wie oft im Riesengebirge sind es die Vögel, die profitieren.
Gimpel (Pyrrhula pyrrhula), Buchfink (Fringilla coelebs), Goldammer (Emberiza citrinella), Braunkehlchen (Saxicola rubetra), Bergpieper (Anthus spinoletta) und Baumpieper (Anthus trivialis), um nur einige zu nennen.

## Galerie

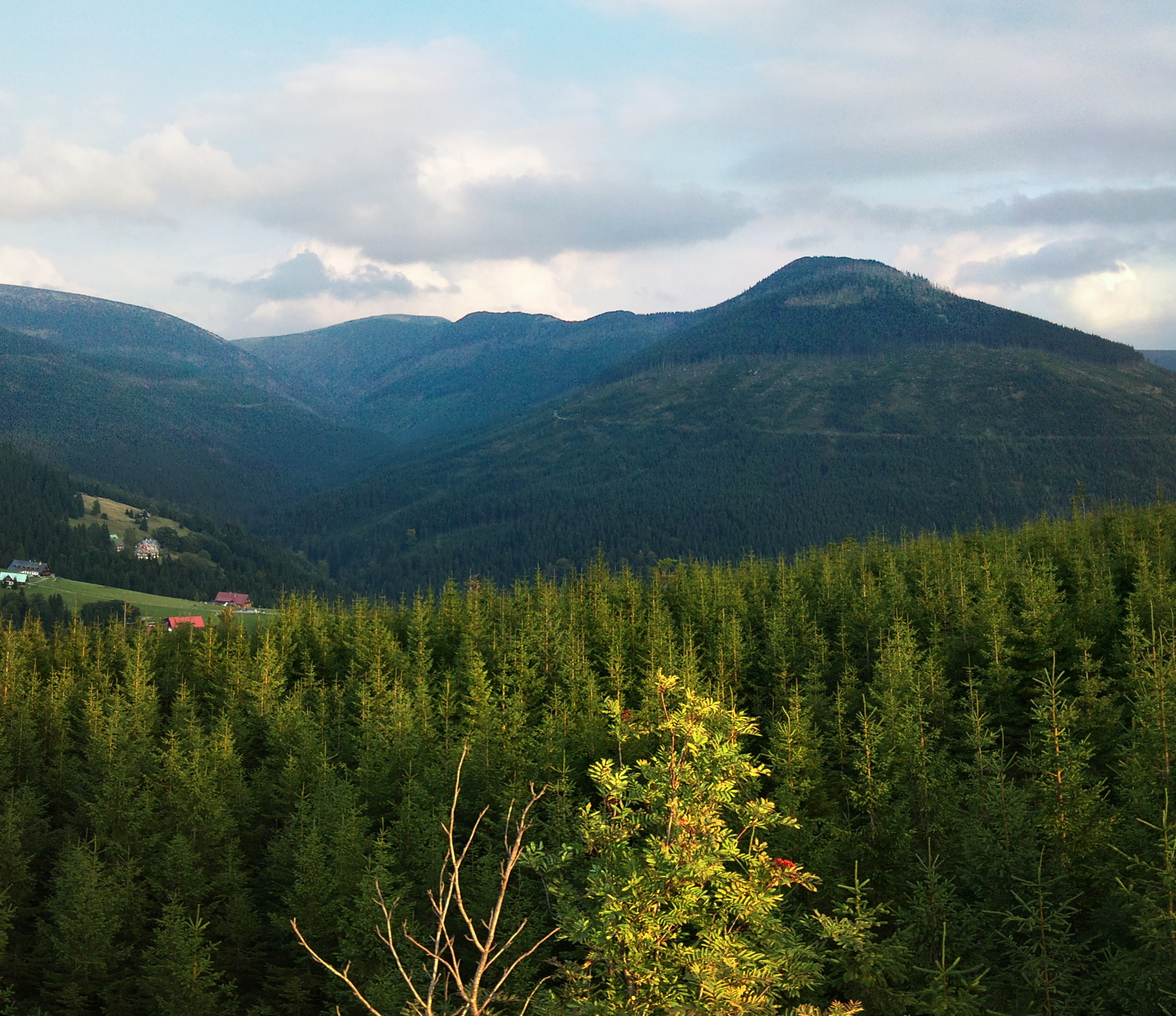
Železný vrch und Kozí hřbety
vom Festungshübel aus

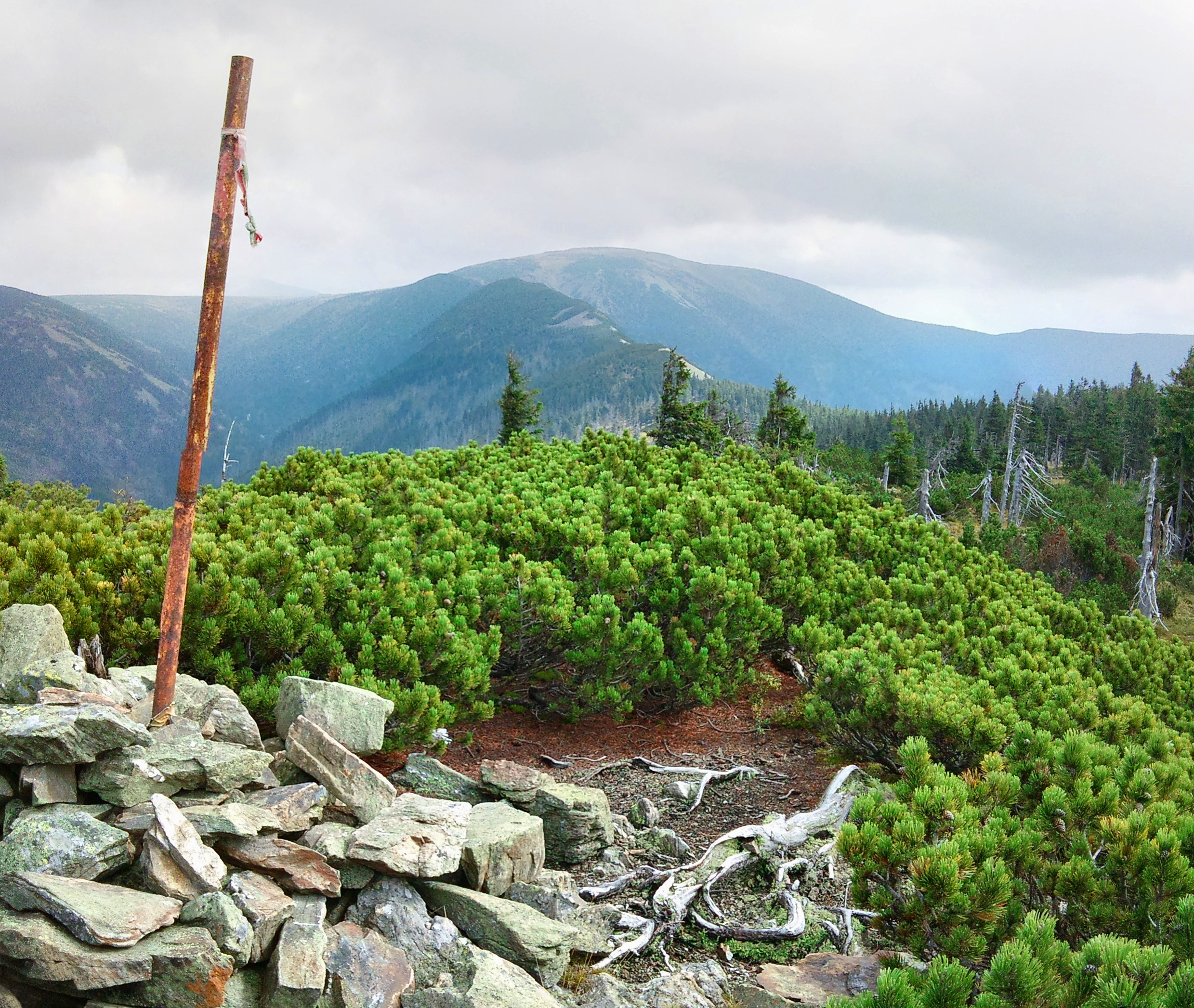
Der Gipfel des Eisenberges,
im Hintergrund der Ziegenrücken

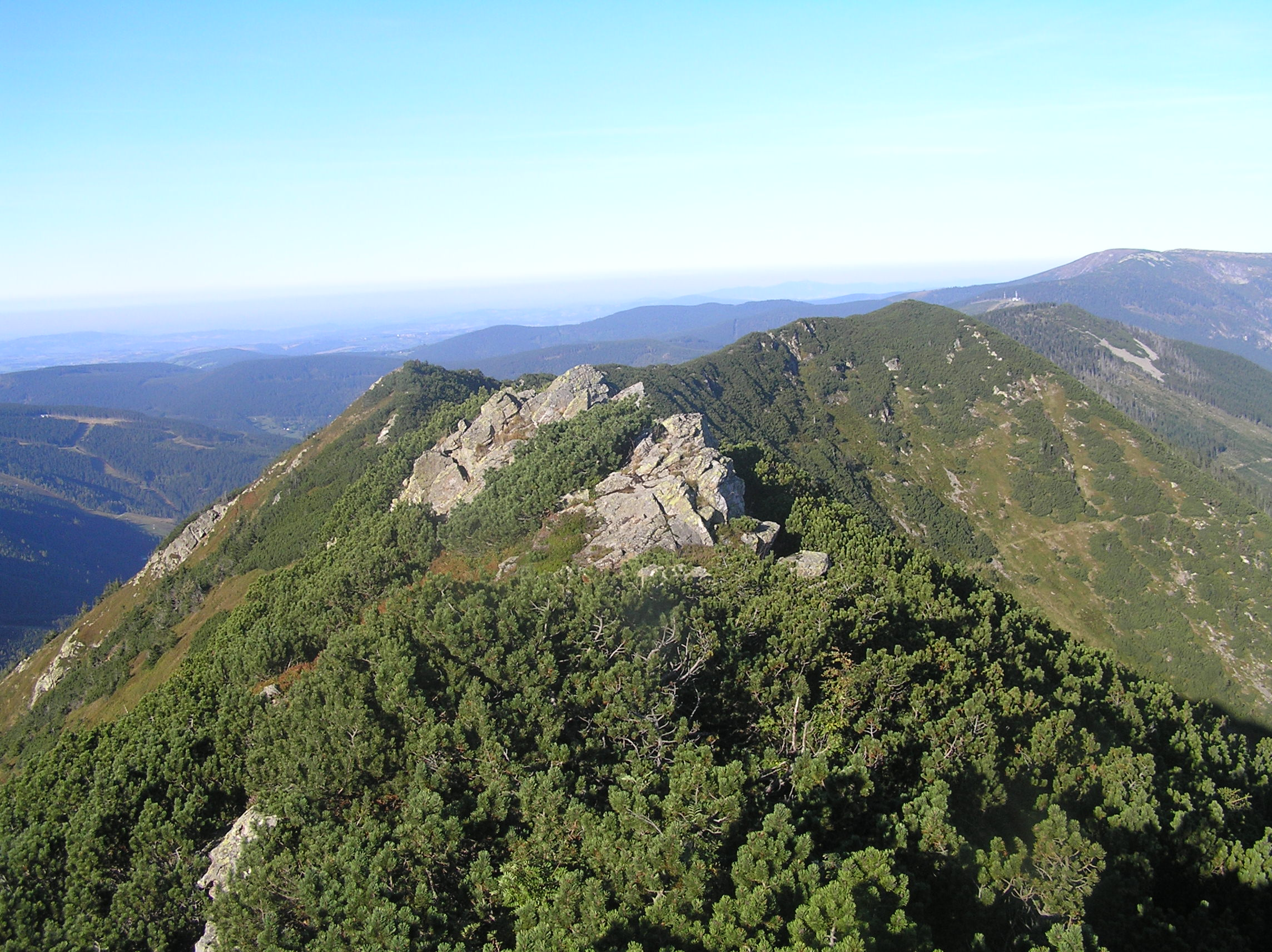
Der Ziegenrücken,
am hinteren Ende der Železný vrch

## Tourismus und Naturschutz
▬ – Ein gelb markierter Forstweg führt am Nordosthang aus dem Tal der Weißen Elbe in die Nähe des Gipfels, der in der Naturschutzzone I des Krkonošský národní park (KRNAP) liegt und nicht betreten werden darf. Das gilt auch für den Fußweg, der direkt zur Rübezahl‑Aussicht (Vyhlídka Krakonoš) führt. Diese höchste Erhebung des Ziegenrückens in einer Höhe von 1422 ü. M. bietet ein großartiges, nahezu vollständiges Panorama des mittleren und westlichen Riesengebirges und kann über einen Weg  von Svatý Petr aus erreicht werden.